# Solenaspis nitens
Solenaspis nitens är en tvåvingeart som först beskrevs av Jacques-Marie-Frangile Bigot 1880.  Solenaspis nitens ingår i släktet Solenaspis och familjen blomflugor. Inga underarter finns listade i Catalogue of Life.